# Liel Abada
Liel Abada, (hebreiska: ליאל עבדה), född 3 oktober 2001, är en israelisk fotbollsspelare som spelar som forward för Charlotte FC i Major League Soccer samt för Israels landslag. Bland hans meriter finns seger i skotska cupen samt två ligatitlar med Celtic.

## Klubbkarriär
Abada inledde sin professionella karriär i klubben Maccabi Petah Tikva 2019 där han fick sitt genombrott då han totalt gjorde 13 mål på 38 matcher under säsongen 2020/2021. I juli 2021 värvades Abada av skotska Celtic, där han skrev på ett femårskontrakt.
Den 1 september 2023 förlängde Abada sitt kontakt med Celtic. Strax efter blev Abada skadad och under hans skadeperiod bröt kriget mellan Israel och Hamas ut och på grund av att klubbens supportergrupp ”Green Brigade” öppet stödjer den palestinska frihetskampen hamnade Abada i en svår situation i att kunna prestera på topp och fick i februari 2024 klartecken av tränaren Brendan Rodgers att lämna klubben om han skulle vilja.
I mars 2024 värvades Abada av Major League Soccer-klubben Charlotte FC, där han skrev på ett kontrakt till 2026.

## Landslagskarriär
Abadas premiär för Israel i landslaget skedde den 5 juni 2021 i en 3–1-vinst över Montenegro, där han blev inbytt i den 61:a minuten mot Yonas Malede.